# Боронеду
Боронѐду (на италиански и на сардински: Boroneddu) е село и община в Южна Италия, провинция Ористано, автономен регион и остров Сардиния. Разположено е на 216 m надморска височина. Населението на общината е 162 души (към 2010 г.).